# Джефф Фінлі
Джефф Фінлі (англ. Jeff Finley, нар. 14 квітня 1967, Едмонтон) — колишній канадський хокеїст, що грав на позиції захисника.

## Ігрова кар'єра
Хокейну кар'єру розпочав 1987 року виступами за команду «Нью-Йорк Айлендерс» в НХЛ.
1985 року був обраний на драфті НХЛ під 55-м загальним номером командою «Нью-Йорк Айлендерс». 
Протягом професійної клубної ігрової кар'єри, що тривала 20 років, захищав кольори команд «Нью-Йорк Айлендерс» (1987–1992), «Філадельфія Флаєрс» (1993–1994), «Вінніпег Джетс» (1994–1995), «Фінікс Койотс» (1995–1996), «Нью-Йорк Рейнджерс» (1997–1999) та «Сент-Луїс Блюз» (1999–2004).

## Статистика
| Сезон      | Клуб                 | Ліга | Регулярний сезон | Регулярний сезон | Регулярний сезон | Регулярний сезон | Регулярний сезон |
| Сезон      | Клуб                 | Ліга | І                | Г                | П                | О                | ШХ               |
| ---------- | -------------------- | ---- | ---------------- | ---------------- | ---------------- | ---------------- | ---------------- |
| 1987–88    | «Нью-Йорк Айлендерс» | НХЛ  | 10               | 0                | 5                | 5                | 15               |
| 1988–89    | «Нью-Йорк Айлендерс» | НХЛ  | 4                | 0                | 0                | 0                | 6                |
| 1989–90    | «Нью-Йорк Айлендерс» | НХЛ  | 11               | 0                | 1                | 1                | 0                |
| 1990–91    | «Нью-Йорк Айлендерс» | НХЛ  | 11               | 0                | 0                | 0                | 4                |
| 1991–92    | «Нью-Йорк Айлендерс» | НХЛ  | 51               | 1                | 10               | 11               | 26               |
| 1993–94    | «Філадельфія Флаєрс» | НХЛ  | 55               | 1                | 8                | 9                | 24               |
| 1995–96    | «Вінніпег Джетс»     | НХЛ  | 65               | 1                | 5                | 6                | 81               |
| 1996–97    | «Фінікс Койотс»      | НХЛ  | 65               | 3                | 7                | 10               | 40               |
| 1997–98    | «Нью-Йорк Рейнджерс» | НХЛ  | 63               | 1                | 6                | 7                | 55               |
| 1998–99    | «Сент-Луїс Блюз»     | НХЛ  | 32               | 1                | 2                | 3                | 20               |
| 1999–2000  | «Сент-Луїс Блюз»     | НХЛ  | 74               | 2                | 8                | 10               | 38               |
| 2000–01    | «Сент-Луїс Блюз»     | НХЛ  | 72               | 2                | 8                | 10               | 38               |
| 2001–02    | «Сент-Луїс Блюз»     | НХЛ  | 78               | 0                | 6                | 6                | 30               |
| 2002–03    | «Сент-Луїс Блюз»     | НХЛ  | 64               | 1                | 3                | 4                | 46               |
| 2003–04    | «Сент-Луїс Блюз»     | НХЛ  | 53               | 0                | 1                | 1                | 34               |
| 15 сезонів | Разом                | НХЛ  | 708              | 13               | 70               | 83               | 457              |